# Farid Mammadov
Farid Mammadov (azeri: Fərid Məmmədov) (Bacu, Azerbaijão, 30 de agosto de 1991) é um cantor azeri. Farid representou o Azerbaijão no Festival Eurovisão da Canção 2013 com a canção "Hold Me".

## Biografia
Farid estuda na Universidade Estadual de Cultura e Artes e trabalha no Centro de Jazz de Bacu.
Desde a infância que Farid Mammadov canta no ensemble of Bulbul sob a direção do artista Aybeniz Gashimova onde foi solista por um longo período.
Em março de 2013 Farid ganhou a final nacional do Azerbaijão para o Festival Eurovisão da Canção 2013, a ser realizado em Malmö, na Suécia. Mammadov será o primeiro cantor solo masculino a representar o Azerbaijão neste certame e irá interpretar "Hold Me".

## Singles
- "Gəl yanıma" (2012)
- "İnan" (2013)
- "Hold Me" (2013)